# Teatro Talia
Il Teatro Talia (in catalano Teatre Talia) era un teatro di Barcellona situato al numero 100 dell'Avinguda del Paral·lel, all'incrocio con il Carrer del Comte Borrell. La sala, a ferro di cavallo, aveva una platea e due ordini di palchi. Fu inaugurato il 4 agosto 1900 e chiuse nell'aprile 1987. Due mesi dopo, vi si verificò un incendio e l'edificio venne demolito. Al suo posto rimane tuttora uno spazio non edificato.

## Storia
Nel corso degli anni, il teatro cambiò nome diverse volte: Teatre de les Delícies dal 1900 al 1906; Teatre Líric dal 1906 al 1913 (da non confondersi con l'omonimo Teatre Líric situato nell'Eixample e chiuso nel 1900); El Trianon dal 1913 al 1915 (da non confondersi con il teatro Pompeia anch'esso situato nel Paral·lel, che usò lo stesso nome tra il 1901 e il 1907); Madrid-Concert dal 1915 al 1921; L'As dal 1921 al 1924. Fu usato anche come sala cinematografica col nome di Cine Delicias.
Il nome definitivo, Teatro Talia, fu usato a partire dal 1924. All'inizio degli anni cinquanta fu acquistato da Ignacio F. Iquino e Paco Martínez Soria e alternava rappresentazioni teatrali, spettacoli di zarzuela e proiezioni cinematografiche. Gradualmente, Iquino cedette le sue quote di proprietà e Martínez Soria divenne alla fine l'unico proprietario. Nel 1982 cambiò il nome del teatro con il suo, Teatro Martínez Soria, mandando in scena esclusivamente spettacoli teatrali.
Prima della sua demolizione, vi furono rappresentati lavori importanti come Black Comedy/White Lies di Peter Shaffer e Violines y trompetas di Santiago Moncada, portata in scena da Fernando Guillén e Paco Morán per tre anni consecutivi.

## Prime assolute
Teatro Talia
- 1956 - ¡Blum!, con protagonista Pau Garsaball.
- 1957 - El lloro verd.
- 1958 - Rita Hilton, hotel de lujo, con protagonista la Bella Dorita.
- 1965 - En Baldiri de la costa di Joaquim Muntanyola, con Pau Garsaball.
- 1966 - Ja tenim 600! di Joaquim Muntanyola, con Pau Garsaball.

Teatro Martínez Soria
- 1985 - Los tres inocentes di Pedro Mario Herrero, con Josefina Güell e la Compagnia di Paco Morán.
- 1986 - Sin chapa y sin collar di Carles Valls, con Josefina Güell e la Compagnia di Paco Morán.
- 1986 - Le lacrime amare di Petra von Kant di Rainer Werner Fassbinder, con protagonista Lola Herrera.